# Andongsili
Andongsili is een bestuurslaag in het regentschap Wonosobo van de provincie Midden-Java, Indonesië. Andongsili telt 2960 inwoners (volkstelling 2010).